# Beatriz Haddad Maia
Dit is een Portugese naam; Haddad is de moedernaam en Maia is de vadernaam.

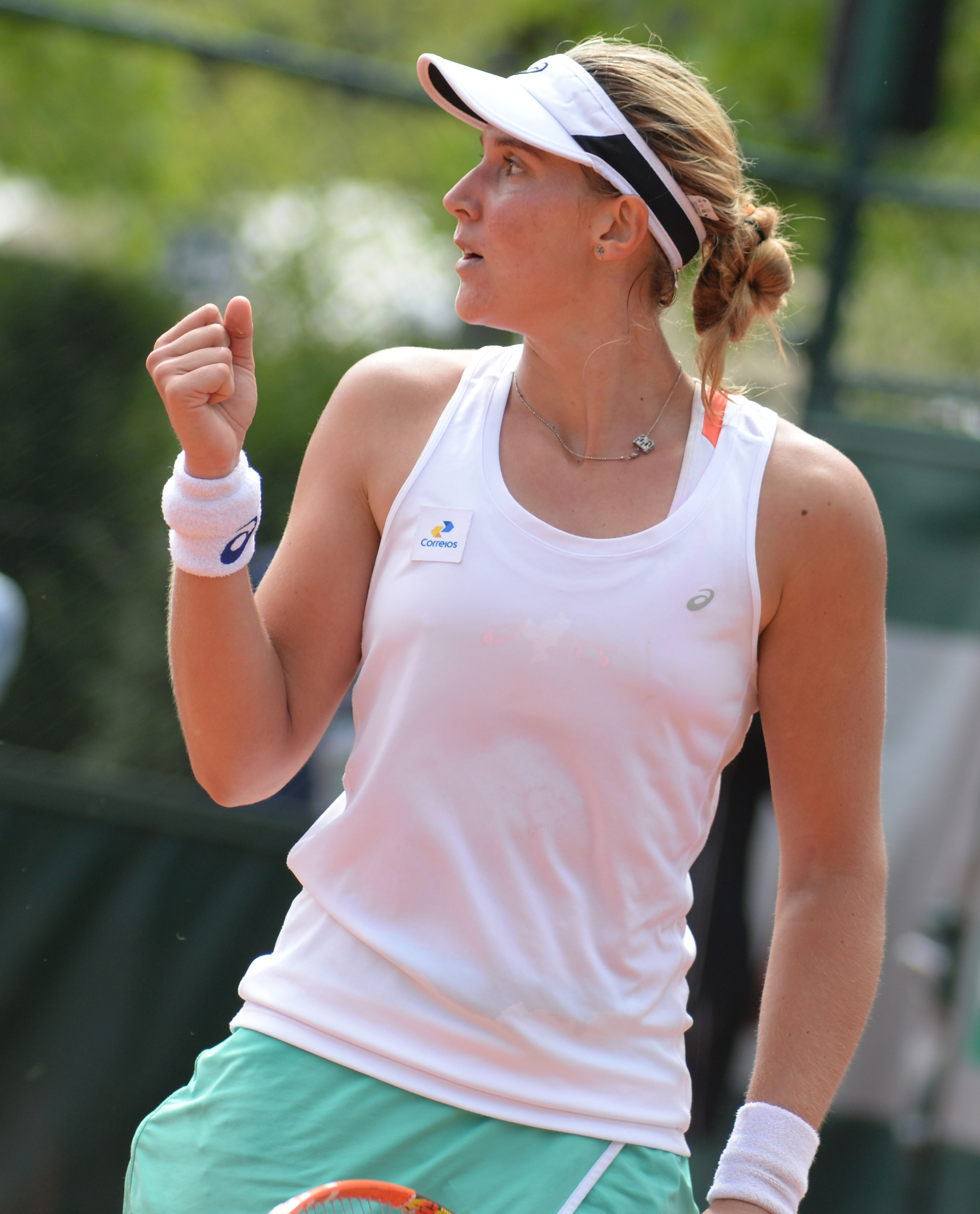
Roland Garros 2015

Beatriz Haddad Maia (São Paulo, 30 mei 1996) is een tennisspeelster uit Brazilië. Haar favoriete ondergrond is gravel. Zij speelt linkshandig en heeft een tweehandige backhand. Zij is actief in het internationale tennis sinds 2010.

## Loopbaan

### Enkelspel
Haddad Maia begon met tennis toen zij vijf jaar oud was. Zij debuteerde in 2010 op het ITF-toernooi van São Paulo (Brazilië). Zij stond in 2011 voor het eerst in een finale, op het ITF-toernooi van São Paulo (Brazilië) – zij verloor van landgenote Maria Fernanda Alves. Later dat jaar veroverde Haddad Maia haar eerste titel, op het ITF-toernooi van Goiânia (Brazilië), door de Portugese Bárbara Luz te verslaan. Tot op heden(juni 2025) won zij zeventien ITF-titels, de meest recente in 2021 op het toernooi van Montreux (Frankrijk).
In 2013 speelde Haddad Maia voor het eerst op een WTA-hoofdtoernooi, op het toernooi van Florianópolis. Zij bereikte er de tweede ronde. In juni 2017 kwam zij binnen in de top 100 van de WTA-ranglijst. Zij stond in september 2017 voor het eerst in een WTA-finale, op het toernooi van Seoel – zij verloor van de Letse Jeļena Ostapenko.
In mei 2022 won Haddad Maia haar eerste WTA-titel, op het toernooi van Saint-Malo – in de finale versloeg zij Anna Blinkova. De week erna bereikte zij nogmaals een WTA-finale, in Parijs – hiermee betrad zij de top 50 op de WTA-ranglijst. In juni won zij twee achtereenvolgende toernooien, in Nottingham en Birmingham, beide op gras. In augustus bereikte zij de finale van het WTA 1000-toernooi van Toronto – daarmee steeg zij naar de top 20.
In juni 2023 won Haddad Maia op Roland Garros onder meer van Ons Jabeur (WTA-7), waarmee zij de halve finale bereikte. Door dit resultaat haakte zij nipt aan bij de mondiale top tien. In oktober won zij het B-kampioenschap van de eindejaarstoernooien in de Chinese stad Zhuhai – in de finale versloeg zij de thuisspelende Zheng Qinwen.
In september 2024 won Haddad Maia haar vijfde WTA-titel, in Seoel – in de eindstrijd won zij van de als eerste geplaatste Darja Kasatkina.

### Dubbelspel
Haddad Maia was in het dubbelspel minder actief dan in het enkelspel. Zij debuteerde in 2010 op het ITF-toernooi van Mogi das Cruzes (Brazilië) samen met landgenote Flávia Guimarães Bueno – hier veroverde zij haar eerste titel, door het Braziliaanse duo Maria Fernanda Alves en Natasha Lotuffo te verslaan. Tot op heden(juni 2025) won zij negen ITF-titels, de meest recente in 2020 in Figueira da Foz (Portugal).
In 2013 speelde Haddad Maia voor het eerst op een WTA-hoofdtoernooi, op het toernooi van Florianópolis, samen met landgenote Carla Forte. Zij bereikten er de tweede ronde. Zij stond in 2015 voor het eerst in een WTA-finale, op het toernooi van Bogota, samen met landgenote Paula Cristina Gonçalves 
– hier veroverde zij haar eerste titel, door het Amerikaanse koppel Irina Falconi en Shelby Rogers te verslaan. In 2017 won zij hetzelfde toernooi nogmaals, nu met de Argentijnse Nadia Podoroska aan haar zijde.
In januari 2022 won Haddad Maia de dubbelspeltitel op het WTA-toernooi van Sydney, geflankeerd door de Kazachse Anna Danilina met wie zij voor het eerst samenspeelde. Aansluitend bereikten Haddad Maia en Danilina de dubbelspelfinale van het Australian Open – zij verloren de eindstrijd van het Tsjechische koppel Barbora Krejčíková en Kateřina Siniaková. Hiermee haakte Haddad Maia nipt aan bij de top 40 van de wereldranglijst. In mei won zij haar vierde WTA-titel op het toernooi van Parijs, samen met Française Kristina Mladenovic en in juni de vijfde in Nottingham, geflankeerd door de Chinese Zhang Shuai. In oktober bereikte zij de finale van het WTA 1000-dubbelspeltoernooi van Guadalajara – hierdoor steeg zij naar de top 20 van de mondiale ranglijst.
In mei 2023 won Haddad Maia de dubbelspeltitel op het WTA-toernooi van Madrid, geflankeerd door Viktoryja Azarenka. Daarmee haakte zij nipt aan bij de top tien van de wereldranglijst. In oktober won zij het B-kampioenschap van de eindejaarstoernooien in de stad Zhuhai, met Veronika Koedermetova aan haar zijde.
In juni 2025 won Haddad Maia haar negende WTA-titel op het grastoernooi van Nottingham, samen met de Duitse Laura Siegemund.

### Tennis in teamverband
In de periode 2012–2024 nam Haddad Maia deel aan het Braziliaanse Fed Cup-team – zij vergaarde daar een winst/verlies-balans van 33–14.

## Posities op deWTA-ranglijst
Positie per einde seizoen:
| jaar | rang enkelspel | rang dubbelspel |
| ---- | -------------- | --------------- |
| 2011 | 746            | 714             |
| 2012 | 582            | 819             |
| 2013 | 288            | 361             |
| 2014 | 335            | 349             |
| 2015 | 198            | 121             |
| 2016 | 211            | 477             |
| 2017 | 65             | 106             |
| 2018 | 184            | 244             |
| 2019 | 120            | 271             |
| 2020 | 358            | 588             |
| 2021 | 82             | 481             |
| 2022 | 15             | 13              |
| 2023 | 11             | 24              |
| 2024 | 17             | 56              |

## Palmares
| Legenda                 |
| ----------------------- |
| Grandslamtoernooi       |
| Olympische Spelen       |
| Year-End Championships  |
| Premier Mandatory       |
| Premier Five / WTA 1000 |
| Premier / WTA 500       |
| International / WTA 250 |
| Challenger / WTA 125    |

### Overwinningen op een regerend nummer 1
Haddad Maia heeft tot op heden éénmaal een partij tegen een op dat ogenblik heersend leider van de wereldranglijst gewonnen (peildatum 11 augustus 2022):
| nr. | datum      | toernooi    | ronde       | tegenstandster | score         |         |
| --- | ---------- | ----------- | ----------- | -------------- | ------------- | ------- |
| 1.  | 2022-08-11 | WTA Toronto | derde ronde | Iga Świątek    | 6-4, 3-6, 7-5 | details |

### WTA-finaleplaatsen enkelspel
| nr.              | finale     | toernooi           | ondergrond    | tegenstandster    | score         |         |
| ---------------- | ---------- | ------------------ | ------------- | ----------------- | ------------- | ------- |
| gewonnen finales |            |                    |               |                   |               |         |
| 1.               | 2022-05-08 | WTA Saint-Malo     | gravel        | Anna Blinkova     | 7-6, 6-3      | details |
| 2.               | 2022-06-12 | WTA Nottingham     | gras          | Alison Riske      | 6-4, 1-6, 6-3 | details |
| 3.               | 2022-06-19 | WTA Birmingham     | gras          | Zhang Shuai       | 5-4, opg.     | details |
| 4.               | 2023-10-29 | WTA Elite Trophy   | hardcourt (i) | Zheng Qinwen      | 7-6, 7-6      | details |
| 5.               | 2024-09-22 | WTA Seoel          | hardcourt     | Darja Kasatkina   | 1-6, 6-4, 6-1 | details |
| verloren finales |            |                    |               |                   |               |         |
| 1.               | 2017-09-24 | WTA Seoel          | hardcourt     | Jeļena Ostapenko  | 7-6, 1-6, 4-6 | details |
| 2.               | 2022-05-15 | WTA Parijs Clarins | gravel        | Claire Liu        | 3-6, 4-6      | details |
| 3.               | 2022-08-14 | WTA Toronto        | hardcourt     | Simona Halep      | 3-6, 6-2, 3-6 | details |
| 4.               | 2024-08-24 | WTA Cleveland      | hardcourt     | McCartney Kessler | 6-1, 1-6, 5-7 | details |

### WTA-finaleplaatsen vrouwendubbelspel
| nr.              | finale     | toernooi           | ondergrond    | partner                  | tegenstandsters                       | score            |         |
| ---------------- | ---------- | ------------------ | ------------- | ------------------------ | ------------------------------------- | ---------------- | ------- |
| gewonnen finales |            |                    |               |                          |                                       |                  |         |
| 1.               | 2015-04-19 | WTA Bogota         | gravel        | Paula Cristina Gonçalves | Irina Falconi Shelby Rogers           | 6-3, 3-6, [10-6] | details |
| 2.               | 2017-04-15 | WTA Bogota         | gravel        | Nadia Podoroska          | Verónica Cepede Royg Magda Linette    | 6-3, 7-6         | details |
| 3.               | 2022-01-15 | WTA Sydney         | hardcourt     | Anna Danilina            | Vivian Heisen Panna Udvardy           | 4-6, 7-5, [10-8] | details |
| 4.               | 2022-05-14 | WTA Parijs Clarins | gravel        | Kristina Mladenovic      | Oksana Kalasjnikova Miyu Kato         | 5-7, 6-4, [10-4] | details |
| 5.               | 2022-06-12 | WTA Nottingham     | gras          | Zhang Shuai              | Caroline Dolehide Monica Niculescu    | 7-6, 6-3         | details |
| 6.               | 2023-05-07 | WTA Madrid         | gravel        | Viktoryja Azarenka       | Cori Gauff Jessica Pegula             | 6-1, 6-4         | details |
| 7.               | 2023-10-29 | WTA Elite Trophy   | hardcourt (i) | Veronika Koedermetova    | Miyu Kato Aldila Sutjiadi             | 6-3, 6-3         | details |
| 8.               | 2024-01-12 | WTA Adelaide       | hardcourt     | Taylor Townsend          | Caroline Garcia Kristina Mladenovic   | 7-5, 6-3         | details |
| 9.               | 2025-06-22 | WTA Nottingham     | gras          | Laura Siegemund          | Anna Danilina Ena Shibahara           | 6-3, 6-2         | details |
| verloren finales |            |                    |               |                          |                                       |                  |         |
| 1.               | 2022-01-30 | Australian Open    | hardcourt     | Anna Danilina            | Barbora Krejčíková Kateřina Siniaková | 7-6, 4-6, 4-6    | details |
| 2.               | 2022-10-23 | WTA Guadalajara    | hardcourt     | Anna Danilina            | Storm Sanders Luisa Stefani           | 6-7, 7-6, [8-10] | details |
| 3.               | 2023-03-18 | WTA Indian Wells   | hardcourt     | Laura Siegemund          | Barbora Krejčíková Kateřina Siniaková | 1-6, 7-6, [7-10] | details |
| 4.               | 2025-01-10 | WTA Adelaide       | hardcourt     | Laura Siegemund          | Guo Hanyu Aleksandra Panova           | 5-7, 4-6         | details |

### Gewonnen ITF-toernooien enkelspel
| nr. | finale     | toernooi           | dotatie   | tegenstandster in finale | score         |
| --- | ---------- | ------------------ | --------- | ------------------------ | ------------- |
| 01. | 2011-10-29 | Goiânia            | $ 10.000  | Bárbara Luz              | 6-2, 6-0      |
| 02. | 2012-04-07 | Ribeirão Preto     | $ 10.000  | Natasha Fourouclas       | 6-0, 6-1      |
| 03. | 2013-03-30 | Ribeirão Preto     | $ 10.000  | Andrea Benítez           | 7-6, 6-2      |
| 04. | 2013-04-21 | Antalya            | $ 10.000  | Tereza Martincová        | 6-4, 6-3      |
| 05. | 2016-11-06 | Scottsdale         | $ 50.000  | Kristie Ahn              | 7-6, 7-6      |
| 06. | 2016-11-13 | Waco               | $ 50.000  | Grace Min                | 6-2, 3-6, 6-1 |
| 07. | 2017-03-05 | Clare              | $ 25.000  | Markéta Vondroušová      | 6-2, 6-2      |
| 08. | 2017-05-14 | Cagnes-sur-Mer     | $ 100.000 | Jil Teichmann            | 6-3, 6-3      |
| 09. | 2020-09-06 | Montemor-o-Novo    | $ 25.000  | Jodie Burrage            | 6-1, 6-4      |
| 10. | 2020-09-20 | Santarém           | $ 15.000  | Martyna Kubka            | 6-0, 6-0      |
| 11. | 2020-09-27 | Porto              | $ 15.000  | Ingrid Gamarra Martins   | 6-3, 6-2      |
| 12. | 2020-10-18 | Funchal            | $ 15.000  | Francisca Jorge          | 6-3, 6-3      |
| 13. | 2021-04-04 | Villa María        | $ 25.000  | Francesca Jones          | 5-7, 6-4, 6-2 |
| 14. | 2021-04-11 | Córdoba            | $ 25.000  | Panna Udvardy            | 6-2, 6-2      |
| 15. | 2021-06-13 | Montemor-o-Novo    | $ 25.000  | Mariam Bolkvadze         | 6-4, 6-4      |
| 16. | 2021-09-05 | Collonge-Bellerive | $ 60.000  | İpek Öz                  | 5-7, 6-1, 6-4 |
| 17. | 2021-09-12 | Montreux           | $ 60.000  | Francesca Jones          | 6-4, 6-3      |

## Resultaten grandslamtoernooien
| Legenda | Legenda                          |
| ------- | -------------------------------- |
| g.t.    | geen toernooi gehouden           |
| l.c.    | lagere categorie                 |
| –       | niet deelgenomen                 |
| G       | uitgeschakeld in de groepsfase   |
| 1R      | uitgeschakeld in de eerste ronde |
| 2R      | uitgeschakeld in de tweede ronde |
| 3R      | uitgeschakeld in de derde ronde  |
| 4R      | uitgeschakeld in de vierde ronde |
| KF      | uitgeschakeld in de kwartfinale  |
| HF      | uitgeschakeld in de halve finale |
| F       | de finale verloren               |
| W       | het toernooi gewonnen            |
| w-v     | winst/verlies-balans             |

### Enkelspel
| toernooi        | 2017 | 2018 | 2019 |    | 2022 | 2023 | 2024 | 2025 |
| --------------- | ---- | ---- | ---- | -- | ---- | ---- | ---- | ---- |
| Australian Open | –    | 2R   | 2R   | 2R | 1R   | 3R   | 3R   |      |
| Roland Garros   | 1R   | –    | –    | 2R | HF   | 1R   | 1R   |      |
| Wimbledon       | 2R   | –    | 2R   | 1R | 4R   | 3R   |      |      |
| US Open         | 1R   | –    | –    | 2R | 2R   | KF   |      |      |

### Vrouwendubbelspel
| toernooi        | 2017 | 2018 |    | 2022 | 2023 | 2024 | 2025 |
| --------------- | ---- | ---- | -- | ---- | ---- | ---- | ---- |
| Australian Open | –    | 3R   | F  | 2R   | 3R   | 3R   |      |
| Roland Garros   | –    | –    | 2R | 2R   | –    | 3R   |      |
| Wimbledon       | 3R   | –    | 3R | 2R   | 1R   |      |      |
| US Open         | 1R   | –    | 3R | KF   | 3R   |      |      |

### Gemengd dubbelspel
| toernooi        | 2022 |
| --------------- | ---- |
| Australian Open | –    |
| Roland Garros   | KF   |
| Wimbledon       | 2R   |
| US Open         | –    |